# 贝松
贝松（法語：Besson，法語發音：[bɛsɔ̃] ⓘ）是法国阿列省的一个市镇，位于该省中部偏北，属于穆兰区。

## 地理
贝松（46°28'12"N, 3°15'50"E）面积47.16 平方千米，位于法国奥弗涅-罗讷-阿尔卑斯大区阿列省，该省份为法国中部省份，北起涅夫勒省、西北接谢尔省，西南至克勒兹省，南至多姆山省，东南临卢瓦尔省，东临索恩-卢瓦尔省。
与贝松接壤的市镇（或旧市镇、城区）包括：布雷奈、布雷索勒、舍米伊、克雷桑日、苏维尼。

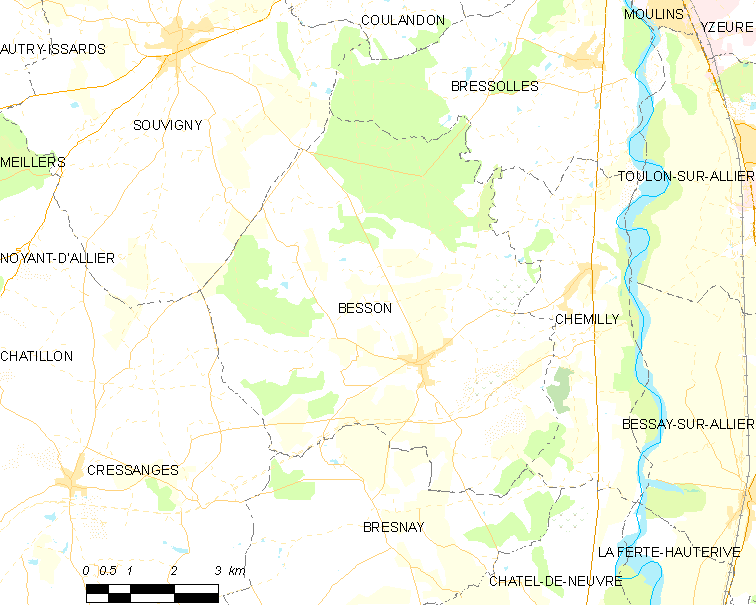
贝松的OSM定位图

贝松的时区为UTC+01:00、UTC+02:00（夏令时）。

## 行政
贝松的邮政编码为03210，INSEE市镇编码为03026。

## 政治
贝松所属的省级选区为苏维尼县。

## 人口

1962-2008年间贝松人口变化图示

贝松于2022年1月1日时的人口数量为746人。